# Сабо, Маман
Маман Мустафа Амаду Сабо (фр. Mamane Moustapha Amadou Sabo; род. 14 сентября 2004, Досо) — нигерский футболист, полузащитник шведского «Хаммарбю», выступающий на правах аренды за финский «Мариехамн».

## Клубная карьера
Выступал за нигерский СОНИДЕП и буркинийскую академию клуба «Салитас». В составе нигерского клуба принимал участие в квалификационных раундах африканских лиги чемпионов и кубка Конфедерации. В сентябре 2022 года перешёл в шведский «Хаммарбю», с которым подписал контракт, рассчитанный на пять лет. Первую половину 2023 года провёл во второй команде клуба — «Хаммарбю Таланг». В её составе дебютировал в первом дивизионе 2 апреля в игре с «Буденом».
В августе 2023 года на правах аренды перешёл в бельгийский «Антверпен». В Бельгии выступал за вторую команду клуба в национальном дивизионе. За время аренды принял участие в 21 игре и забил один мяч. По окончании аренды вернулся в «Хаммарбю». В конце июля 2024 года отправился в новую аренду до конца сезона в финский «Мариехамн». 2 августа дебютировал в чемпионате Финляндии в игре с «Интером», выйдя на замену на 60-й минуте вместо Йири Ниссинена.

## Карьера в сборной
Летом 2023 года в составе олимпийской сборной Нигера принимал участие в молодёжном Кубке африканских наций. Сабо принял участие в трёх матчах группового этапа с Египтом (0:0), Габоном (1:0) и Мали (1:0).

## Клубная статистика
| Выступление      | Выступление           | Выступление      | Лига | Лига | Кубки | Кубки | Конт. кубки | Конт. кубки | Итого | Итого |
| Клуб             | Лига                  | Сезон            | Игры | Голы | Игры  | Голы  | Игры        | Голы        | Игры  | Голы  |
| ---------------- | --------------------- | ---------------- | ---- | ---- | ----- | ----- | ----------- | ----------- | ----- | ----- |
| Хаммарбю Таланг  | Дивизион 1            | 2023             | 13   | 1    | 0     | 0     | 0           | 0           | 13    | 1     |
| Хаммарбю Таланг  | Итого                 | Итого            | 13   | 1    | 0     | 0     | 0           | 0           | 13    | 1     |
| Янг Редс         | Национальный дивизион | 2023/24          | 21   | 1    | 0     | 0     | 0           | 0           | 21    | 1     |
| Янг Редс         | Итого                 | Итого            | 21   | 1    | 0     | 0     | 0           | 0           | 21    | 1     |
| Мариехамн        | Вейккауслига          | 2024             | 1    | 0    | 0     | 0     | 0           | 0           | 1     | 0     |
| Мариехамн        | Итого                 | Итого            | 1    | 0    | 0     | 0     | 0           | 0           | 1     | 0     |
| Всего за карьеру | Всего за карьеру      | Всего за карьеру | 35   | 2    | 0     | 0     | 0           | 0           | 35    | 2     |